# Rose Meller
Rose Meller, ungarisch Meller Rózsi, (geboren 31. März 1902 in Budapest, Österreich-Ungarn; gestorben 11. Oktober 1960 ebenda) war eine ungarisch-österreichische Schriftstellerin und Mikrobiologin.

## Leben
Rose Meller war die Tochter des Kaufmanns Julius Meller und Sidonie Weiss. Rose Meller besuchte in Budapest das 1869 von der Frauenrechtlerin und Lehrerin Pálné Veres gegründete Gymnasium. Die Familie zog nach der Machtergreifung Admiral Miklós Horthys 1920 nach Wien, wo Rose Meller mit dem Studium der Landwirtschaft begann, welches sie in Halle fortsetzte. Ihr Studium schloss sie in Göttingen im Fach Chemie ab und promovierte mit der Dissertation: Ueber den Verlauf des Wachstums bei Bacillus (Proteus) vulgaris in seiner Abhängigkeit von einigen Stoffwechselprodukten.
Nach ihrem Studium arbeitete sie als Assistentin am Laboratorium der Arbeiterkrankenkasse. Ende der 1920er-Jahre wurde sie österreichische Staatsbürgerin.
1931 erschien ihr Roman Frau auf der Flucht. Ihre kurz danach erschienen Theaterstücke, die sie jedoch unter dem männlichen Pseudonym Frank Maar veröffentlichte, Leutnant Komma und Die Weiber von Zoinsdorf wurden in Wien im Burgtheaterstudio und am Volkstheater erfolgreich inszeniert.
Am 4. Februar 1933 verübte ein Nazi ein Attentat auf sie. Beim darauf folgenden Prozess wurde sie wegen übler Nachrede zu sechs Monaten Haft verurteilt. Sie flüchtete zuerst für einige Monate nach Frankreich, dann zog sie nach Budapest.
In Budapest wurde sie eine bekannte Bühnen- und Drehbuchautorin. Ihre Stücke wurden am Budapester Innerstädtischen Theater von Artúr Bárdos inszeniert. 1937 heiratete sie den Psychotherapeuten Laszlo Balassa. Ihr Sohn Georges Balassa wurde 1938 geboren und sollte nach 1956 in Paris unter dem Namen Georges Baal ein bedeutender Psychotherapeut und Theatermacher werden. Die Familie überlebte die NS-Verfolgung versteckt in Budapest.
Rose Meller verfasste nach der Befreiung Dramen, Romane, Novellen und ein Drehbuch, musste jedoch 1948 ihre Tätigkeit als Schriftstellerin einstellen. In Folge arbeitete sie ausschließlich als Mikrobiologin. 
Rose Meller war die Tante der ungarischen Philosophin Ágnes Heller.

## Schriften
- Frau auf der Flucht. Roman. Universitas, Berlin 1931
- Leutnant Komma. Lustspiel. Bühnenverlag Max Pfeffer, Wien 1931
- Die Weiber von Zoinsdorf. Schauspiel. Bühnenverlag Max Pfeffer, Wien 1932
- Justiz in Amerika. Novelle. Europa Verlag, Zürich 1946. Neuauflage, Herausgegeben und mit einem Nachwort versehen von Alexander Emanuely. Verlag der Theodor Kramer Gesellschaft, Wien 2022 ISBN 978-3-901602-95-5
- Einen Ballen Reis. Bühnen-Manuskript. Henschelverlag, Berlin 1948